# Comando Suicida
Comando Suicida es un grupo punk y Oi! de Buenos Aires, Argentina formado en 1984. Sus letras discutieron temas como el desempleo, el tráfico de drogas, la clase obrera y la violencia (barras bravas, etc). Su postura política y sus letras siguen los lineamientos comunes de la subcultura skinhead: orgullo proletario y una impronta nacionalista de Tercera Posición. Esto los llevó a sufrir boicots y denuncias, incluso por parte de asociaciones israelitas argentinas, pese a que ninguna de sus canciones contiene expresiones antisemitas.

## Historia

### Inicios
Comando Suicida nace a fines de 1983, año en que la Argentina vuelve a la democracia luego de sufrir una cruenta dictadura militar, autodenominada Proceso de Reorganización Nacional, que terminó desmoronándose con la Guerra de las Malvinas. El grupo es la continuación de una vieja banda punk originada en 1981, llamada Los Desalmados, de la cual formaban parte Sergio "Anticristo" Betancourt en voz y "Key" Valdez en guitarra, a los cuales se le sumaron "El Mariskal" Alejandro Kargieman en bajo —luego bajista de Trixy y los Maniáticos (1981)— y Fernán en batería —integrante de la mítica Alerta Roja (1979), puntales del movimiento punk argentino a fines de los 70's— quedando así conformada la primera alineación de la banda.
El nombre «Comando Suicida», es un homenaje a los soldados argentinos caídos en la Guerra de las Malvinas, proviene de la expresión de un soldado británico en una entrevista, en la que describía como veía él al Ejército Argentino en la reciente contienda.
En sus comienzos, los Comando Suicida hacían un punk-rock similar al estilo de los Sex Pistols (1975), con letras de corte nihilista, las cuales fueron cambiando a medida que la banda evolucionaba hacia un mensaje más social, influenciadas principalmente por grupos como Cockney Rejects (1979), Sham 69 (1976), Decibelios (1980), Cock Sparrer (1972) y The 4 Skins (1979), entre otros.
Sin saberlo, Comando Suicida iba a ser la primera banda de su país en incursionar en sonidos cercanos al street punk y al Oi!, adoptando una estética acorde a esa corriente musical, por entonces prácticamente desconocida en el país. Así también, serían una de las primeras bandas del rock argentino en emplear el lunfardo en sus letras, hasta ese entonces solamente utilizado en tangos y algunos cánticos futboleros.

### Primeras grabaciones
En el año 1987 Comando Suicida graba un sencillo titulado Al K.O, que contenía cuatro temas: "Me cago en la yuta", "Grito proletario", "Carecas" y "Kaos", del grupo inglés The 4 Skins (1979). En 1988 Comando Suicida participa en un recopilatorio punk llamado Invasión 88, junto a bandas punk del circuito underground, como Defensa y Justicia (1987), Rigidez Kadavérica (1987), Attaque 77 (1987), Flema (1986), Los Baraja (1981) y otras. Aportarían dos temas: "Último recurso" y "El guacho pulenta", este último dedicado a "Gamexane" Villafañe, guitarrista de Todos Tus Muertos (1985). Poco a poco Comando Suicida empieza a conocerse en otros circuitos y participa en algunos compilados Oi! (vinculados a skinheads de Brasil y Alemania [cita requerida]). Comando Suicida era por esa época la única banda Oi! argentina, pero poco después, y bajo su influjo, se formaron otras dos: Doble Fuerza y Defensa y Justicia, esta última un proyecto paralelo de Attaque 77 que dejó de tocar cuando esta banda logró éxito masivo.

### Separación
Para 1994 consiguen grabar su primer álbum en casete, llamado Argentina despierta, un disco donde se nota la evolución de la banda a nivel musical y lírico, pero al poco tiempo la banda se separaría. En aquel año Al K.O sería reeditado por el Sello Discos Milagrosos, en un compilado llamado Simples, el cual los incluía junto a Massacre Palestina (1985) y Sentimiento Incontrolable (1985). Aquel Sello también reeditaría Invasión 88.
Nuevamente, el alejamiento de dos de sus integrantes hace que la banda quede desmembrada, y entran en una etapa de discontinuidad absoluta, solo grabarían un tema en 1995 llamado "Que loca está la hinchada" (canción popularizada en la década del 70 por los barrabrava del Club Atlético San Lorenzo de Almagro), para al programa de cable y radial Equipo Desafío. Dicho tema aparecería tres años después en un CD compilatorio editado por el Sello Sick Boy Records, titulado Comando Suicida 1984-1996, que incluía canciones de ensayos y demos, además de otras inéditas. Así también "No feelings" en castellano, un cover de Sex Pistols (1975) del bootleg Spunk del 77'.

### Reuniones
Pasan los años y recién en el 2002, Sergio vuelve al ruedo reclutando nuevos y jóvenes músicos: "Charly" y "Lute" en guitarras, "Tano" en bajo y "Tati" en batería (luego reemplazado por "Nikito"). Al tiempo solo quedaría "Charly" en guitarra, y se alejarían los tres músicos restantes, ingresando Juan Gonad en bajo y "Dany" como baterista invitado —ex Conmoción Cerebral (1983), Doble Fuerza (1987) y Mal Momento (1987)—. Logran registrar en el 2004 en los estudios Fuera de Túnel (el mismo en el que grabara Attaque 77 su álbum Antihumano) su disco titulado Sentimiento inexplicable (editado y distribuido en Argentina por el Sello Xennon Records y en Europa por Pure Impact Records de Bélgica), el cual reúne 10 canciones, de las cuales una es un cover de Alerta Roja, titulado "Juventud perdida", otra, una versión en castellano de Cockney Rejects (1979), "Guerra en la popular", y vuelven a grabar un viejo tema del año 1983 titulado "Desaparecido", que data de la época de Los Desalmados. 
En los últimos meses de 2010 sale a la venta el disco Ayer, Oi! y siempre, con temas grabados en vivo y de mediana calidad.

## Integrantes
Por las filas de Comando Suicida pasaron "Chuchu" Fassanelli (futuro dueño de Radio Trípoli Discos), "El Tano", "Chino" (guitarrista de Attaque 77) y "Hari B" (de Los Violadores), entre otros. Su última formación incluía a Sergio Betancourt, alias el "Anticristo" en voz, Demian en guitarra, Eduardo "El Gallego" en bajo y Pablo en batería. Para fines de 2021, se sumó Le Putit Binariè a la banda como guitarrista. Su identidad no es conocida públicamente.

## Discografía
- Al K.O - EP, Radio Trípoli Discos (1987)
- Argentina despierta (1994)
- Comando Suicida 1984-1996 (1998)
- Sentimiento inexplicable (2004)
- Ayer, Oi! y siempre (en vivo, 2010)

### Compilados y miscelánea
- Invasión 88 (V/A, 1988)
- Simples (V/A, incluye el EP Al K.O, 1994)
- Skinhead Revolt (split 7" junto a Straw Dogs, Mistreat y Buldok, 1994)
- Oi! Rare & Exotica (V/A, 1997)